# VM i håndbold 1997 (mænd)
Verdensmesterskabet i håndbold for mænd 1997 var det 15. (indendørs) VM i håndbold for mænd. Slutrunden blev for første gang afholdt uden for Europa, nemlig i Japan, i perioden 17. maj – 1. juni 1997.
De 24 deltagende nationer spillede først en indledende runde i fire grupper med seks hold, hvorfra de fire bedste i hver gruppe gik videre til ottendedelsfinalerne, hvorfra vinderne gik videre til spil om 1.- 8.-pladsen. Holdene, der sluttede sidst og næstsidst i de indledende grupper, blev rangeret som nr. 17-24 efter deres resultater i den indledende runde.
Rusland blev verdensmester for anden gang ved at slå Sverige 23-21 i finalen. Bronzen gik til de forsvarende mestre fra Frankrig, der besejrede Ungarn 28-27 i bronzekampen. Det danske landshold kvalificerede sig (for kun anden gang nogensinde) ikke til slutrunden.

## Rangering
| VM 1997 | VM 1997  |
| ------- | -------- |
| Guld    | Rusland  |
| Sølv    | Sverige  |
| Bronze  | Frankrig |
| 4.      | Ungarn   |
| 5.      | Island   |
| 6.      | Egypten  |
| 7.      | Spanien  |
| 8.      | Sydkorea |

| VM 1997 | VM 1997     |
| ------- | ----------- |
| 9.      | Jugoslavien |
| 10.     | Litauen     |
| 11.     | Tjekkiet    |
| 12.     | Norge       |
| 13.     | Kroatien    |
| 14.     | Cuba        |
| 15.     | Japan       |
| 16.     | Tunesien    |

| VM 1997 | VM 1997       |
| ------- | ------------- |
| 17.     | Algeriet      |
| 18.     | Italien       |
| 19.     | Portugal      |
| 20.     | Kina          |
| 21.     | Saudi-Arabien |
| 22.     | Argentina     |
| 23.     | Marokko       |
| 24.     | Brasilien     |

## Slutrunde

### Indledende runde
De fire bedste hold fra hver gruppe gik videre til ottendedelsfinalerne.
| Dato | Kamp                        | Res.  |
| ---- | --------------------------- | ----- |
| ?    | Island - Japan              | 24-20 |
| ?    | Saudi-Arabien - Litauen     | 18-27 |
| ?    | Jugoslavien - Japan         | 22-19 |
| ?    | Algeriet - Island           | 27-27 |
| ?    | Jugoslavien - Lituen        | 29-21 |
| ?    | Algeriet - Saudi-Arabien    | 19-14 |
| ?    | Japan - Saudi-Arabien       | 23-20 |
| ?    | Litauen - Algeriet          | 19-19 |
| ?    | Island - Jugoslavien        | 27-18 |
| ?    | Saudi-Arabien - Jugoslavien | 20-32 |
| ?    | Algeriet - Japan            | 14-24 |
| ?    | Litauen - Island            | 19-21 |
| ?    | Saudi-Arabien - Island      | 22-25 |
| ?    | Japan - Litauen             | 15-24 |
| ?    | Jugoslavien - Algeriet      | 28-24 |

| Gruppe A      | Kampe | Mål     | Point |
| ------------- | ----- | ------- | ----- |
| Island        | 5     | 124-106 | 9     |
| Jugoslavien   | 5     | 129-111 | 8     |
| Litauen       | 5     | 110-102 | 5     |
| Japan         | 5     | 101-104 | 4     |
| Algeriet      | 5     | 103-112 | 4     |
| Saudi-Arabien | 5     | 094-126 | 0     |

| Dato | Kamp                 | Res.  |
| ---- | -------------------- | ----- |
| ?    | Frankrig - Italien   | 25-21 |
| ?    | Norge - Sydkorea     | 21-21 |
| ?    | Sverige - Argentina  | 36-17 |
| ?    | Frankrig - Sydkorea  | 26-27 |
| ?    | Sverige - Norge      | 24-17 |
| ?    | Italien - Norge      | 19-19 |
| ?    | Argentina - Frankrig | 20-24 |
| ?    | Argentina - Italien  | 15-21 |
| ?    | Sydkorea - Sverige   | 21-36 |
| ?    | Sydkorea - Argentina | 32-22 |
| ?    | Norge - Frankrig     | 20-23 |
| ?    | Sverige - Italien    | 19-17 |
| ?    | Italien - Sydkorea   | 22-27 |
| ?    | Norge - Argentina    | 27-22 |
| ?    | Frankrig - Sverige   | 29-26 |

| Gruppe B  | Kampe | Mål     | Point |
| --------- | ----- | ------- | ----- |
| Frankrig  | 5     | 140-119 | 8     |
| Sverige   | 5     | 112-960 | 8     |
| Sydkorea  | 5     | 121-111 | 7     |
| Norge     | 5     | 136-132 | 4     |
| Italien   | 5     | 131-126 | 3     |
| Argentina | 5     | 093-149 | 0     |

| Dato | Kamp                 | Res.  |
| ---- | -------------------- | ----- |
| ?    | Portugal - Brasilien | 26-18 |
| ?    | Tjekkiet - Egypten   | 22-24 |
| ?    | Spanien - Tunesien   | 32-21 |
| ?    | Brasilien - Tjekkiet | 10-24 |
| ?    | Egypten - Spanien    | 19-19 |
| ?    | Tunesien - Portugal  | 19-18 |
| ?    | Spanien - Brasilien  | 32-11 |
| ?    | Egypten - Tunesien   | 24-17 |
| ?    | Tjekkiet - Portugal  | 28-24 |
| ?    | Brasilien - Egypten  | 11-33 |
| ?    | Tjekkiet - Tunesien  | 19-18 |
| ?    | Portugal - Spanien   | 26-29 |
| ?    | Tunesien - Brasilien | 19-15 |
| ?    | Portugal - Egypten   | 25-29 |
| ?    | Spanien - Tjekkiet   | 29-26 |

| Gruppe C  | Kampe | Mål     | Point |
| --------- | ----- | ------- | ----- |
| Spanien   | 5     | 141-103 | 9     |
| Egypten   | 5     | 129-940 | 9     |
| Tjekkiet  | 5     | 119-105 | 6     |
| Tunesien  | 5     | 092-108 | 4     |
| Portugal  | 5     | 119-123 | 2     |
| Brasilien | 5     | 065-132 | 0     |

| Dato | Kamp               | Res.  |
| ---- | ------------------ | ----- |
| ?    | Rusland - Cuba     | 31-17 |
| ?    | Kroatien - Kina    | 34-21 |
| ?    | Ungarn - Marokko   | 25-19 |
| ?    | Kina - Rusland     | 15-34 |
| ?    | Marokko - Kroatien | 17-26 |
| ?    | Rusland - Marokko  | 30-13 |
| ?    | Cuba - Ungarn      | 21-22 |
| ?    | Kina - Cuba        | 21-32 |
| ?    | Kroatien - Ungarn  | 20-23 |
| ?    | Marokko - Kina     | 21-25 |
| ?    | Kroatien - Cuba    | 23-23 |
| ?    | Ungarn - Rusland   | 19-24 |
| ?    | Cuba - Marokko     | 35-20 |
| ?    | Ungarn - Kina      | 39-19 |
| ?    | Rusland - Kroatien | 31-20 |

| Gruppe D | Kampe | Mål     | Point |
| -------- | ----- | ------- | ----- |
| Rusland  | 5     | 150-840 | 10    |
| Ungarn   | 5     | 128-103 | 8     |
| Cuba     | 5     | 128-117 | 5     |
| Kroatien | 5     | 123-115 | 5     |
| Kina     | 5     | 101-160 | 2     |
| Marokko  | 5     | 090-141 | 0     |

### Slutspil
De fire bedste hold fra hver indledende gruppe gik videre til slutspillets ottendedelsfinaler. Vinderne af 1/8-finalerne gik videre til kvartfinalerne, mens taberne blev rangeret som nr. 9-16 efter deres resultater indtil da i turneringen. Taberne af kvartfinalerne spillede om 5.- 8.pladsen, mens taberne af semifinalerne spillede bronzekamp om 3.- 4.-pladsen.
| Dato                         | Kamp                   | Res.    |
| ---------------------------- | ---------------------- | ------- |
| Ottendedelsfinaler           |                        |         |
| ?                            | Island - Norge         | 32-28   |
| ?                            | Sydkorea - Jugoslavien | •37-33• |
| ?                            | Litauen – Sverige      | 20-32   |
| ?                            | Frankrig – Japan       | 22-21   |
| ?                            | Spanien – Kroatien     | 31-25   |
| ?                            | Cuba – Egypten         | 20-24   |
| ?                            | Tjekkiet – Ungarn      | 19-20   |
| ?                            | Rusland – Tunesien     | 20-14   |
| • Efter forlænget spilletid. |                        |         |

| Dato                         | Kamp               | Res.    |
| ---------------------------- | ------------------ | ------- |
| Kvartfinaler                 |                    |         |
| ?                            | Island - Ungarn    | 25-26   |
| ?                            | Sydkorea - Rusland | 15-32   |
| ?                            | Spanien - Sverige  | •24-28• |
| ?                            | Egypten – Frankrig | 19-22   |
| Semifinaler                  |                    |         |
| ?                            | Ungarn – Sverige   | 19-31   |
| ?                            | Frankrig – Rusland | •24-25• |
| Bronzekamp                   |                    |         |
| ?                            | Frankrig – Ungarn  | 28-27   |
| Finale                       |                    |         |
| ?                            | Sverige – Rusland  | 21-23   |
| • Efter forlænget spilletid. |                    |         |

#### 5.- 8.-pladsen
Taberne af kvartfinalerne spillede om 5.- 8.-pladsen.
| Dato               | Kamp               | Res.  |
| ------------------ | ------------------ | ----- |
| Semifinaler        |                    |       |
| ?                  | Spanien - Island   | 23-32 |
| ?                  | Sydkorea - Egypten | 27-28 |
| Kamp om 7.-pladsen |                    |       |
| ?                  | Spanien - Sydkorea | 33-26 |
| Kamp om 5.-pladsen |                    |       |
| ?                  | Egypten - Island   | 20-23 |